# Xavier University (Cincinnati)
Die Xavier University (lat. Universitas Xaveriana Cincinnatensis) ist eine Privatuniversität in römisch-katholischer, jesuitischer Trägerschaft mit Sitz in Cincinnati, Ohio.
Die Hochschule wurde 1831 durch den Jesuitenorden gegründet. Sie ist die viertälteste jesuitische Universität und die sechstälteste katholische Universität in den USA. Sie ist eines von 28 Mitgliedern der Association of Jesuit Colleges and Universities.

## Zahlen zu den Studierenden, den Dozenten und zum Vermögen

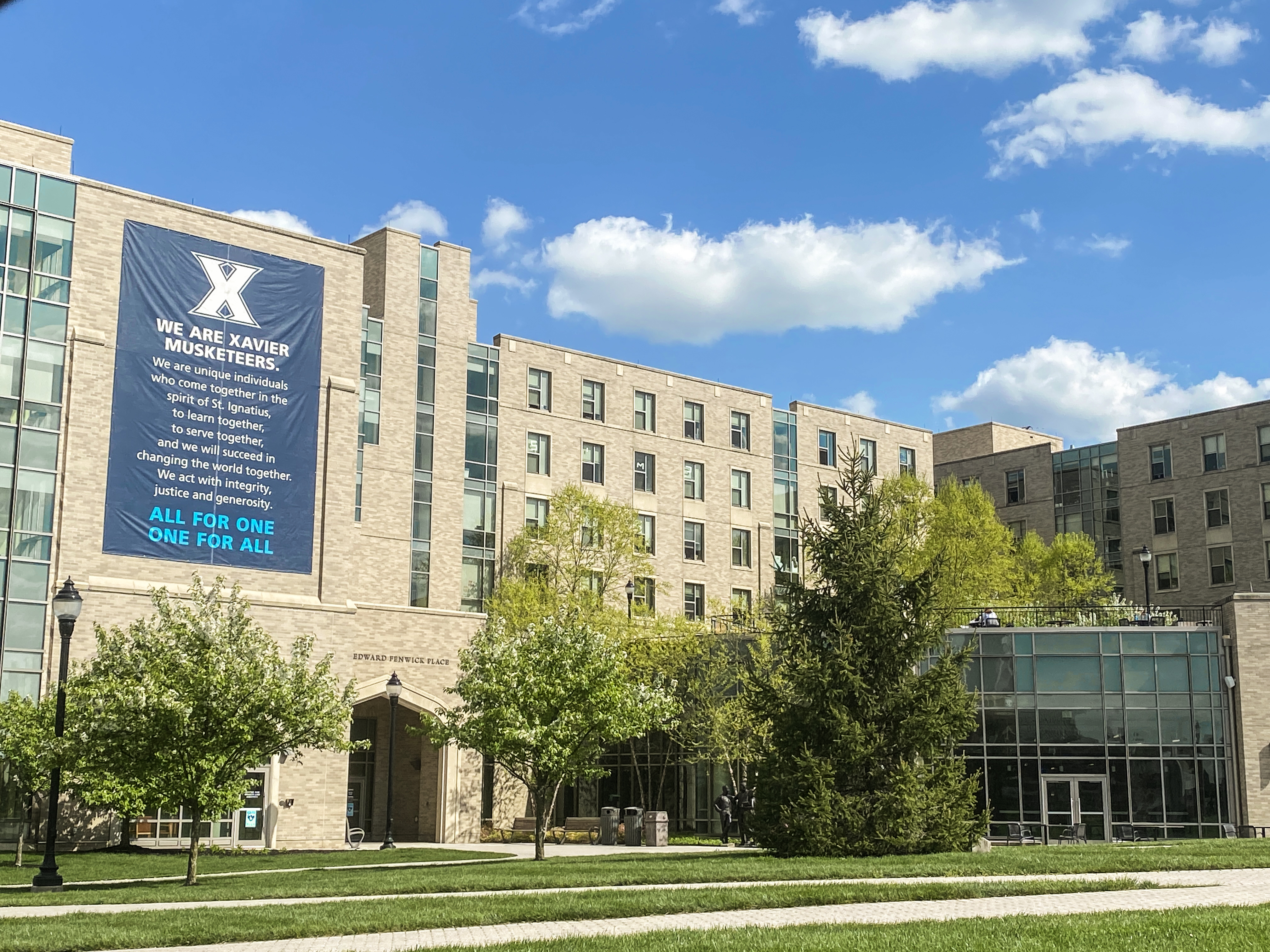
Eines der Studentenwohnheime der Universität

Im Herbst 2021 waren 6.632 Studierende an der Xavier University eingeschrieben. Davon strebten 5.139 (77,5 %) ihren ersten Studienabschluss an, sie waren also undergraduates. Von diesen waren 56 % weiblich und 44 % männlich; 3 % bezeichneten sich als asiatisch, 10 % als schwarz/afroamerikanisch, 6 % als Hispanic/Latino und 75 % als weiß. 1.493 (22,5 %) arbeiteten auf einen weiteren Abschluss hin, sie waren graduates. Es lehrten 795 Dozenten an der Universität, davon 402 in Vollzeit und 393 in Teilzeit. Von den 7.061 Studierenden im Herbst 2020 waren 5.272 (74,7 %) undergraduates und 1.789 (25,3 %) postgraduates. 2010 waren etwa 7000 Studierende eingeschrieben gewesen.
Der Wert des Stiftungsvermögens der Universität lag 2021 bei 259,33 Mio. US-Dollar und damit 30,6 % höher als im Jahr 2020, in dem es 198,61 Mio. US-Dollar betragen hatte.

## Sport
Die Sportmannschaften der Hochschule treten als Musketeers an und sind innerhalb der NCAA-Division I seit 2013 Mitglied der Big East Conference.

## Bekannte Personen

### Dozenten
- John Gilligan (1921–2013), Politiker, 62. Gouverneur von Ohio
- Henry Heimlich (1920–2016), US-amerikanischer Arzt (Heimlich-Manöver)
- Paul F. Knitter (* 1939), katholischer Theologe
- Boris Podolsky (1896–1966), Physiker

### Absolventen
- John Boehner (* 1949), republikanischer Politiker
- Derrick Brown (* 1987), US-amerikanischer Basketballspieler
- Jim Bunning (1931–2017), ehemaliger Profi-Baseballspieler und republikanischer Politiker
- Donald D. Clancy (1921–2007), republikanischer Politiker
- Justin Doellman (* 1985), US-amerikanisch-kosovarischer Basketballspieler
- Nick Hagglund (* 1992), US-amerikanischer Fußballspieler
- Chet Mutryn (1921–1995), US-amerikanischer American-Football-Spieler
- James Posey (* 1977), US-amerikanischer Basketballspieler
- David West (* 1980), US-amerikanischer Basketballspieler